# Горбенко Анатолій Олександрович
Анато́лій Олекса́ндрович Горбе́нко (* 1944) — народний художник України, професор, Голова Правління Одеської обласної організації Національної спілки художників України.

## Життєпис
Народився 8 лютого 1944 року в місті Кіровоград (нині Кропивницький), Україна.
Освіта вища — Одеський державний педінститут ім. Д.Ушинського, художньо-графічний факультет (1982).
Почав творчу діяльність у 1970 році, з цього часу постійно виставляється на виставках різного рівня: обласних, Всеукраїнських, Всесоюзних та міжнародних.
З 1970 по 1977 рік нагороджений шістьма Почесними грамотами Одеського обкому комсомолу.
В 1976 р. відбулась перша персональна виставка в м. Іллічівськ (нині Чорноморськ), де було представлено 55 творів. Нагороджений поїздкою до Угорщини — в місті Сегед проходить його персональна виставка.
В 1977 році представляв молодих одеських митців в Болгарії (м. Варна та м. Софія). Нагороджений Почесним дипломом Спілки художників Болгарії.
З 1977 року — член Спілки художників СРСР. Рекомендацію до вступу дає Народний художник, академік, лауреат Шевченківської премії України Божій М. М., учнем якого пощастило бути Анатолію Горбенку.
З 1987 року працює на Академічній дачі ім. І. Ю. Рєпіна (Тверська область; Росія).
Персональні виставки проходять по Україні та 18 виставок — за кордоном: Болгарія (м. Варна, м. Софія 1977р), Італія (м. Генуя1991 р., м. Флоренція 1998 р.), США (м. Нью-Йорк, м. Балтімор 1991 р.), Росія (1991 р.,1993 р. м. Москва, Російська Академія мистецтв, м. Ленінград, м. Нижній Новгород, м. Калінін), тощо.
Учасник багатьох загальних виставок за кордоном: Румунія (1990 р. м. Констанца), Італія (1991 р. м. Генуя, м. Флоренція), Японія (1991 р. м. Йокогама), США (1991 р. м. Балтімор), Іспанія  (1994 р. м. Валенсія), Австрія (1996 р.м. Відень). Нагороджений Почесними дипломами.
За 2001 рік став лауреатом щорічного творчого конкурсу «Твої імена, Одесо» по живопису.
В 2002 році за популяризацію реалістичного мистецтва, збагачення культурної спадщини, високу професійну майстерність, вагомі здобутки в творчості та заслуги перед українським народом Анатолію Олександровичу Горбенку Указом Президента України присвоєно почесне  звання «Заслужений художник України».
На батьківщині, в м. Кіровограді проходять персональні виставки в 2002, 2004, 2009 роках, де подаровано 50 творів.
Також персональні виставки проводяться в містах Одеської області: Ізмаїлі, Білгороді-Дністровському, Іллічівську, якому художник до 40-річчя Перемоги подарував 40 своїх творів.
Анатолій Горбенко є учнем академіка Михайла Михайловича Божія і щиро вдячний долі, що пов'язала його з Одесою. У місті, яке було і залишається зразком творчості, він знайшов підтримку талановитих одеських митців і продовжує традиції школи південноруських художників. Художник плідно працює, створює пейзажі світлі і свіжі, пише етюди на стан. Поїздки до Італії збагатили творчий світ українського митця, відкрили глибини Духовності, до якої він завжди прагнув серцем і пензлем. Пейзажні цикли художника лірично замріяні, навіяні поезією: то спокійні, то несподівано збуджені. Людина щира в творчості і в житті, він захоплений прихильник природи, учнем якої себе відчуває і з якою веде нескінченну інтимну розмову. З 1966 року Анатолій Олександрович живе і плідно працює в кращому місті Одещини — Чорноморську (Іллічівську) і є часткою цієї краси — 10 років був головним художником міста.
В 2003 році нагороджений Почесною грамотою Верховної ради України за заслуги перед українським народом.
Твори Горбенка А. О. надруковані в шести альбомах «Художники України». Друкуються репродукції його картин в журналах НСХУ з образотворчого мистецтва, пишуться статті про творчість відомого українського художника. Ім'я АнатоліяОлександровичаГорбенка(та відомості про життя та творчість) внесено до шестиенциклопедичних виданьУкраїни.
Творихудожника придбані Міністерством культури та Дирекцією художніх виставок України; зберігаються в музеях України, за кордоном, у приватних колекціях; вручаються Президентам, державним діячам, делегаціям, мерам міст України, знаходяться в Міністерствах України.
Займав керівні посади: Головний художник Одеського художнього фонду, голова правління
Одеського художнього фонду, член правління художнього фонду України.
В 2008 році нагороджений Почесною відзнакою голови Одеської облдержадміністрації.
В 2009 році нагороджений Почесною грамотою міністра культури і туризму України;Почесною грамотою Кабінету міністрів України за багаторічну плідну працю, професійну майстерність, розвиток національного реалістичного мистецтва України;Почесною грамотою головиОдеської обласної ради за вагомий особовий внесок у створення духовних цінностей України та активну громадську діяльність.
Ювілейний 2009 рік був для Анатолія Горбенка творчим звітом — персональні виставки, які він представив одночасно в двох музеях Одеси — 120 творів в Одеському літературному музеї та 85 творів в Одеському музеї західного та східного мистецтва.
З того ж 2009 року Анатолію Горбенку присвоєно звання професора Архітектурно-художнього інституту Одеської державної Академії будівництва та архітектури, де він працює і по нині. Приділяє багато уваги роботі з молоддю: заохочує талановитих молодих митців до вступу в Національну спілку художників України, виховав відомого художника, свого сина — Святослава Горбенка.
В 2010 році отримав Гран-Прі в номінації провідних митців Європи в Туреччині, м. Ерзерум.
В 2011 р. одержав почесне звання «Народний художникУкраїни». На честь 20-річчя Незалежності України Горбенко А. О. Указом Президента України нагороджений ювілейною медаллю.
Вся творча й трудова діяльність Анатолія Горбенкапов'язана з містомЧорноморськом, в якомувінпроживаєз 1966року.Пише багато портретів відомих людей, усіх начальників Іллічівського морського торговельного порту (зберігаються в музеї порту). В 2001 році А.Горбенко пише парадний портрет Президента Туркменістану Ніязова до його візиту в Україну, для підписання документів щодо постачання нафти через Іллічівський порт.
В 2014 році А. О. Горбенку присвоєно звання «Почесний громадянин міста Іллічівськ».
В ювілейному 2014 році проходять персональні виставки в Одесі, на батьківщині в Кіровограді (Кропивницькому) та творчий звіт в Будинку художника Національної спілки художників України (Києв).
В 2014 році став лауреатом Національної премії імені Т. Н. Яблонської.
В 2017 році запрошений на Міжнародну виставку до Китаю (м. Пекін), де його твори відзначені журі як «кращі твори мистецтва» і за рішенням міжнародного оргкомітету та Національної Академії мистецтв України вручили свідоцтво-сертифікат про членство в Міжнародній спілці художників за мир. Був удостоєний Дипломом лауреата обласної премії у сфері образотворчого мистецтва імені Олександра Осмьоркіна в рідному місті Кропивницькому.
2019 рік — ювілейний і ця дата відзначається персональними виставками в Чорноморську, Одеському музеї західного та східного мистецтва, персональною ювілейною виставкою в Академії мистецтв України (м. Київ). Нагороджений Золотою медаллю Національної академії мистецтв України за значні творчі досягнення. Указом Президента України нагороджений Орденом «За заслуги ІІІ ст.». За рішенням Одеської міської ради став лауреат муніципальної премії «Культурна столиця».  Нагороджений відзнакою ОДАБА «За наукові та освітні досягнення».
2020 — рік — став першим лауреатом обласної премії ім. Михайла Божія в номінації «Живопис».
З 2007 року по теперішній час — голова правління Одеської обласної організації НСХУ.
За роки головування в ООО НСХУ до членів НСХУ вступило 120 художників, і в цьому першочергова заслуга А. О. Горбенка. Він згуртував колектив, поліпшив творчий клімат, підвищив творчу активність, налагодив зв'язки з місцевою та обласною владою.
Одеська обласна організація — одна з самих численних та творчо активних спілок України (після Київської та Харківської) завдяки особистим зусиллям і постійній турботі Анатолія Горбенка. Сьогодні ОООНСХУ налічує майже 300  членів, з них 40– Заслужені художники України, 5 — Народні художники України. А. О. Горбенко власним прикладом надихає своїх колег на творчі звершення: він бере участь в усіхобласних та більшості Всеукраїнських виставок і конкурсів, часто саме його твори відмічаються як кращі.
Не залишається осторонь Одеська обласна організація НСХУ, очолювана А. О. Горбенком, проблем сьогодення. Одеські художники активно підтримують українську армію і флот — влаштовують благодійні виставки, аукціони, дарують свої твори на потреби військових. Так, були створені «Мистецька сотня», благодійні арт-проекти «Сорокоуст», «Янголи-кіборгам».
Одеська обласна організація Національної спілки художників України нагороджена Подякою командування Західної військово-морської бази Військово-Морських Сил Збройних Сил України за активну роботу в підтриманні високого рівня патріотичного виховання, культурних та естетичних цінностей серед військових моряків сучасного флоту України. Також подяка і вдячність висловлені від колективу Військово-медичного центру Південного регіону та командування військової частини А3674 за благодійну допомогу.